# FK Bežanija
FK Bežanija (serb: ФК Бежанија) – serbski klub piłkarski z dzielnicy Belgradu, Nowy Belgrad, utworzony w roku 1921. Obecnie występuje w serbskiej Prva liga Srbije.

## Reprezentanci kraju grający w klubie
- Ibrahim Somé Salombo
- Hong Yong-jo
- Antonio Rukavina
- Ivan Dudić

## Europejskie puchary
Legenda do wszystkich tabel:
- Q – runda eliminacyjna, 1/16, 1/8, 1/4, 1/2 – odpowiednia faza rozgrywek, Grupa – runda grupowa, 1r gr – pierwsza runda grupowa, 2r gr – druga runda grupowa, F – finał, R – runda, PO – play-off
- k. – rzuty karne, los. – losowanie, Dogr. – dogrywka, w. – zasada bramek strzelonych na wyjeździe

| Sezon   | Rozgrywki   | Runda | Przeciwnik | Dom | Wyjazd | Ogólnie |
| ------- | ----------- | ----- | ---------- | --- | ------ | ------- |
| 2007/08 | Puchar UEFA | 1R    | Besa       | 2–2 | 0–0    | 2–2, w. |